# Bas Savenije

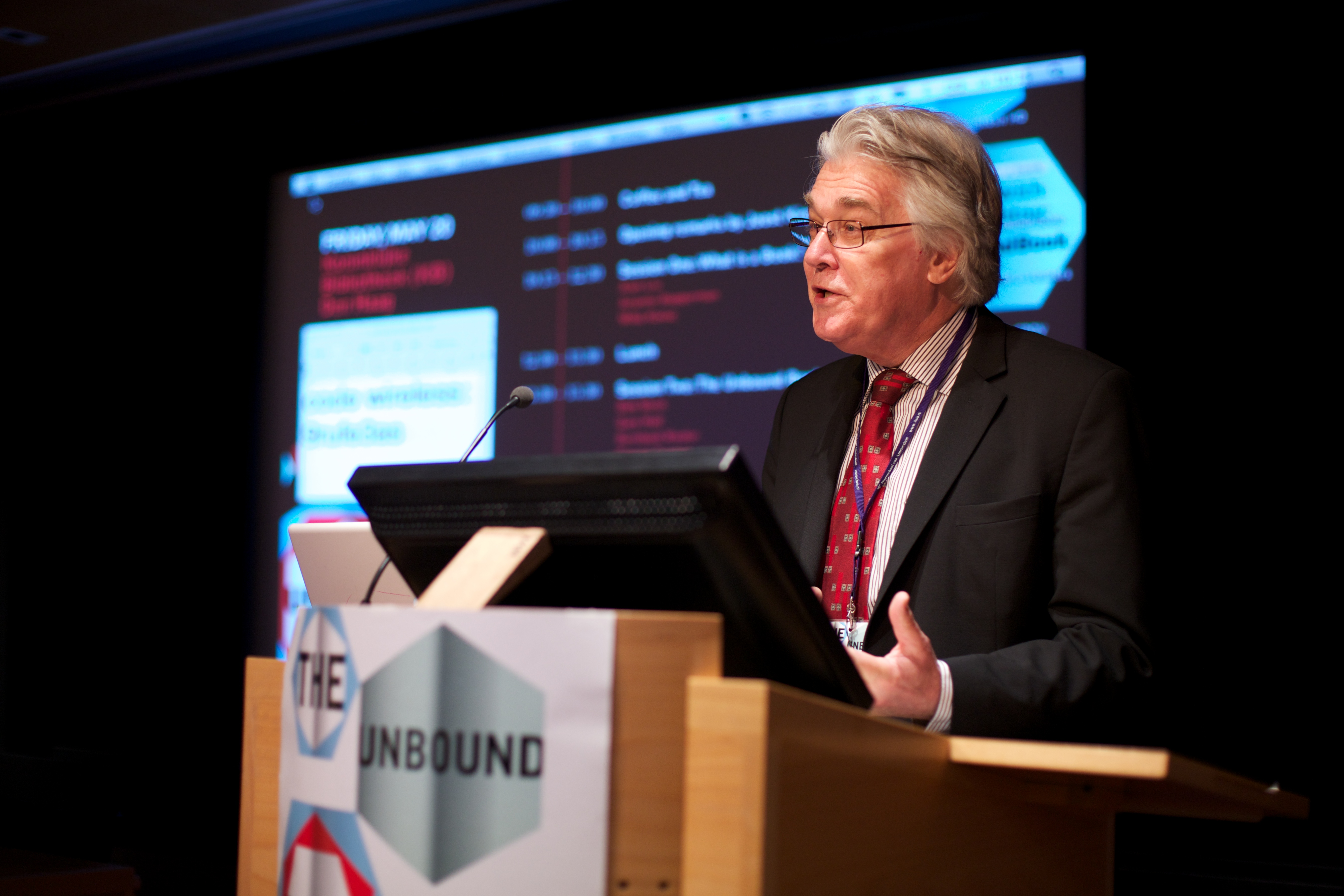
Bas Savenije (2011)

Joannes Stephanus Maria Savenije (Bas) (Den Haag, 6 augustus 1947) was van juni 2009 tot en met december 2014 algemeen directeur van de Koninklijke Bibliotheek in Den Haag.
Na zijn studie filosofie bekleedde hij diverse functies aan de Universiteit Utrecht, en was ten slotte directeur (bibliothecaris) van de Universiteitsbibliotheek Utrecht. Die bibliotheek was gevestigd in de binnenstad van Utrecht. Toen de bibliotheek meer ruimte nodig had, werd Savenije in zijn functie als directeur ook 'bouwgemachtigde' voor de nieuwe locatie in Utrecht Science Park (toen nog 'De Uithof'). Het nieuwe gebouw werd in 2002 in gebruik genomen. Hij ontwikkelde ideeën over de functie van de bibliotheek als doorgeefluik, niet zozeer als verschaffer, van informatie.
Zijn kennis op het gebied van ICT-ontwikkelingen in de informatievoorziening was een van de redenen waarom hij bij de Koninklijke Bibliotheek werd benoemd, die volop met digitalisering bezig was. Bij de KB heeft hij tevens een accent gelegd op de toegankelijkmaking van de beschikbare informatie. (Naast het verzamelen van informatie is dit een van de hoofdtaken van een nationale bibliotheek.)
Savenije was tot eind 2008 tevens voorzitter van de Nederlandse Vereniging van Bibliothecarissen (NVB).
- International Standard Name Identifier: 0000 0000 4399 8406
- Library of Congress Control Number: n93096582
- Nederlandse Thesaurus van Auteursnamen: 069976384
- Virtual International Authority File: 48444702
- WorldCat: E39PBJg4j7chvf78FcRtPyBVmd